# Dom van Kalmar
De Dom van Kalmar (Zweeds: Kalmar domkyrka) is een kerkgebouw in de Zuid-Zweedse stad Kalmar. De dom werd tussen 1660 en 1699 naar het plan van de architect Nicodemus Tessin de Oudere gebouwd.

## Geschiedenis
In het midden van de 17e eeuw werd om strategische redenen de stad Kalmar verplaatst naar het eiland Kvarnholmen. De stad werd volgens een in regelmatig en rechthoekig grondplan aangelegd en het centrum van de nieuwe stad werd het hoofdplein met daarop de nieuw te bouwen dom.
In 1660 werd tijdens de regering van koning Karel X Gustaaf met de bouw begonnen. Na diens dood zette koning Karel XI de bouw voort. Onder koning Karel XII werd in 1703 de kerk ten slotte ingewijd.

## Architectuur
De domkerk werd als centraalbouw in kruisvorm met apsissen in het oosten en westen en vier torens in de binnenhoeken van het kruis gebouwd. Het barokke bouwwerk is een geslaagde synthese van de jezuïtische en protestantse ideeën over kerkenbouw. In tegenstelling tot talrijke andere barokke kerken heeft de domkerk van Kalmar geen koepel, alhoewel in de oorspronkelijke plannen een lage koepel in het midden van de kerk werd voorzien. Verbouwingsplannen in de 19e eeuw, die van een hogere koepel uitgingen, werden nooit ten uitvoer gebracht. 
De gewelfboog in het midden van de kruisvormige bouw is 23 meter hoog.

## Inrichting

### Altaar
Bezienswaardig is het barokke altaar, dat in 1712 naar een ontwerp uit 1704 van Nicodemus Tessin de Jongere werd gebouwd. De opbouw van het altaar vertegenwoordigt de Heilige Drievuldigheid. Aan de top bevindt zich in een stralenkrans een met engelen omgeven duif als symbool van de Heilige Geest. Het vergulde reliëf tussen de stralenkrans en het altaarschilderij vertegenwoordigt God als Schepper. Het altaarschilderij van vermoedelijk David von Krafft toont de kruisafneming van Christus en is een gespiegelde kopie van het schilderij Descente de croix van Charles le Brun. De Latijnse inscriptie op het altaar onder het schilderij is de tekst Want God had de wereld zo lief dat hij zijn enige Zoon heeft gegeven, opdat iedereen die in hem gelooft niet verloren gaat, maar eeuwig leven heeft (Johannes 3:16). De altaartafel heeft de vorm van een sarcofaag, de in italiaanse barokstijl vervaardigde crucifix werd in 1930 aan de domkerk geschonken. Naast het altaar staan 18e-eeuwse beelden opgesteld: links het Geloof en rechts de Genade.

### Kansel
De kansel werd in het midden van de 17e eeuw door Baltazar Hoppenstedt gemaakt en behoort tot het oudste kerkmeubilair van de dom. De preekstoel werd in de jaren 1670 uit de kerk naast het Slot van Kalmar naar de dom verplaatst. Het houtsnijwerk toont de lijdensweg van Christus. De kanselkuip wordt gedragen door een beeld van Mozes.
Het klankbord van de preekstoel laat zich in drieën verdelen. De top van het klankbord toont een door slapende soldaten omgeven verrezen Heer met overwinningsvaandel. Daaronder bevinden zich engelen die de martelwerktuigen dragen met in de hoeken vrouwen met olielampen. Het onderste deel van het klankbord is versierd met beelden van allegorische vrouwen, die o.a. wijsheid, kracht en moederliefde symboliseren.

### Kroonluchters
In het midden van de dom hangt een kroonluchter met 36 armen. De kroonluchter werd in Lübeck gemaakt en wordt bekroond met het wapen van Kalmar. De andere kroonluchters stammen eveneens uit de 17e eeuw.

### Orgels
Op de westelijke galerij staat het hoofdorgel van de dom uit de jaren 1880. Het werd gebouwd door de orgelbouwer Åkerman & Lund. In de jaren 1950 werd het 68 registers tellende orgel verbouwd. Een tweede orgel staat op het altaar, het betreft een klein romantisch orgel met zes registers dat met een speeltafel aan de zuidelijke koorzijde wordt bespeeld. Aan de linker koorzijde staat een uit het jaar 1998 daterend barok orgel van Sune Fondell.

### Doopvont
Het moderne doopvont in het koor is van kalksteen gemaakt in de vorm van een schip. Het werd gemaakt door Erik Sand. 

### Overig
In de kerk zijn talrijke grafmonumenten en epitafen ondergebracht. De vloer van het koor bestaat uit grafstenen uit de 17e en 18e eeuw. 

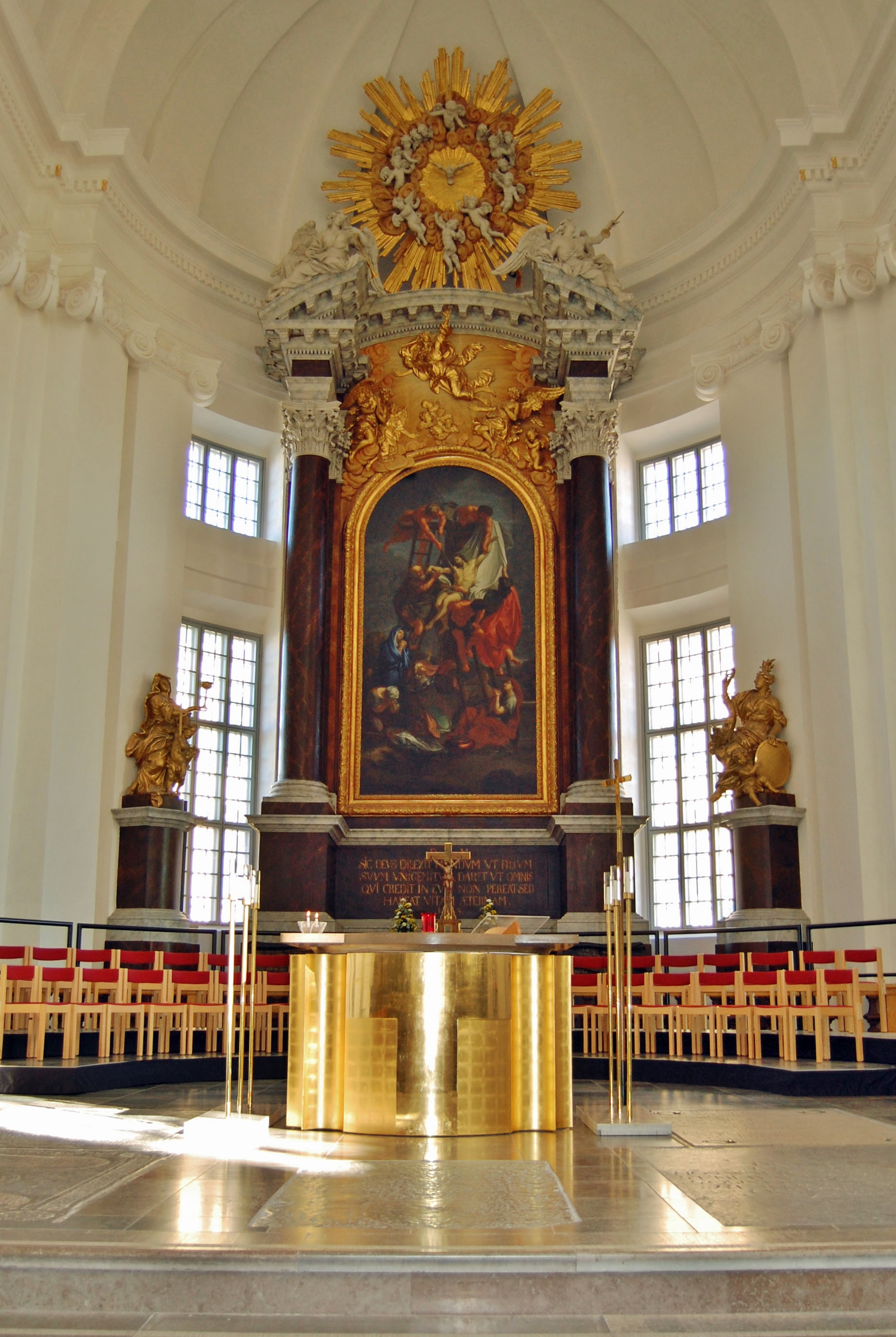
Altaar
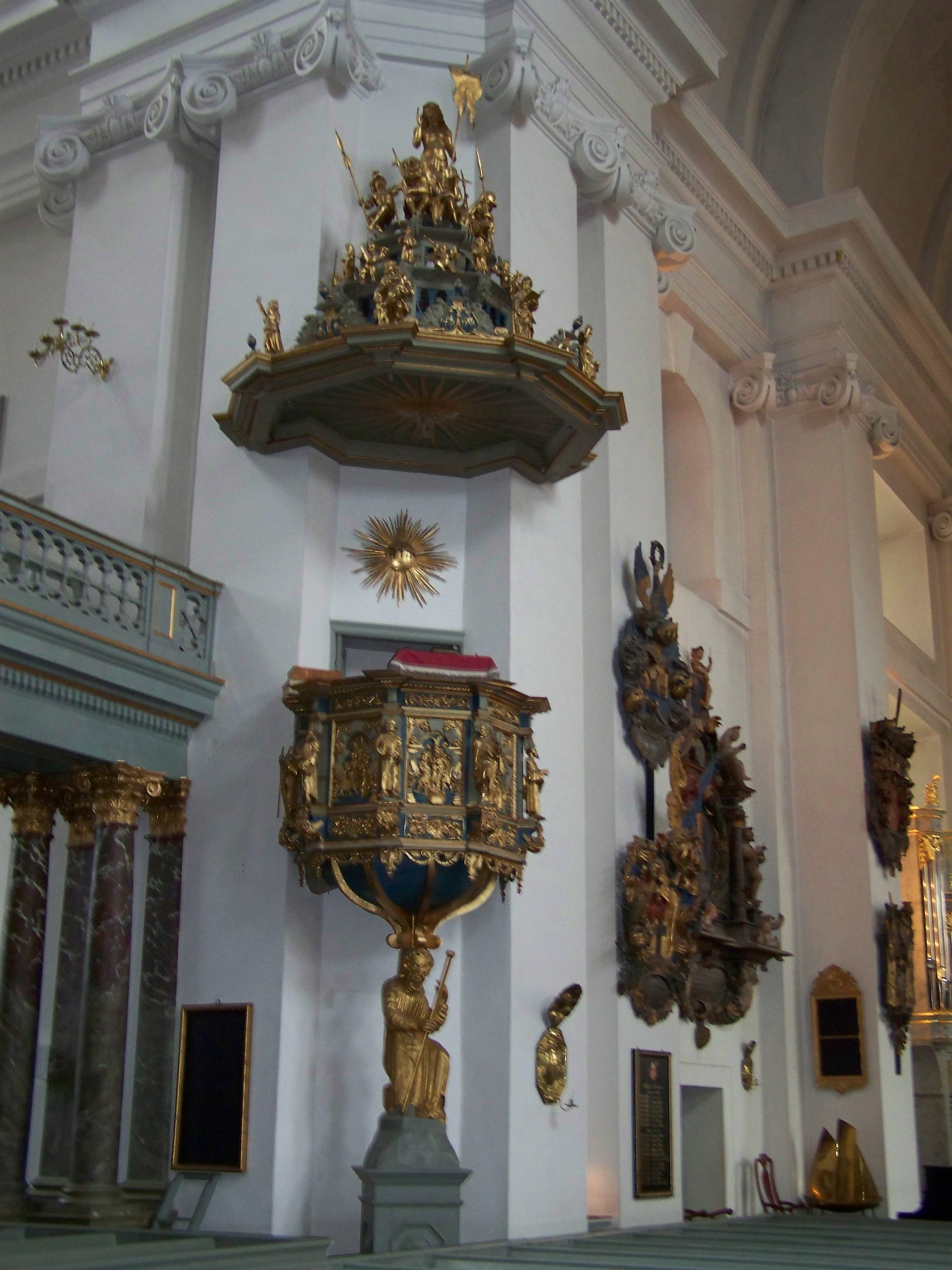
Preekstoel
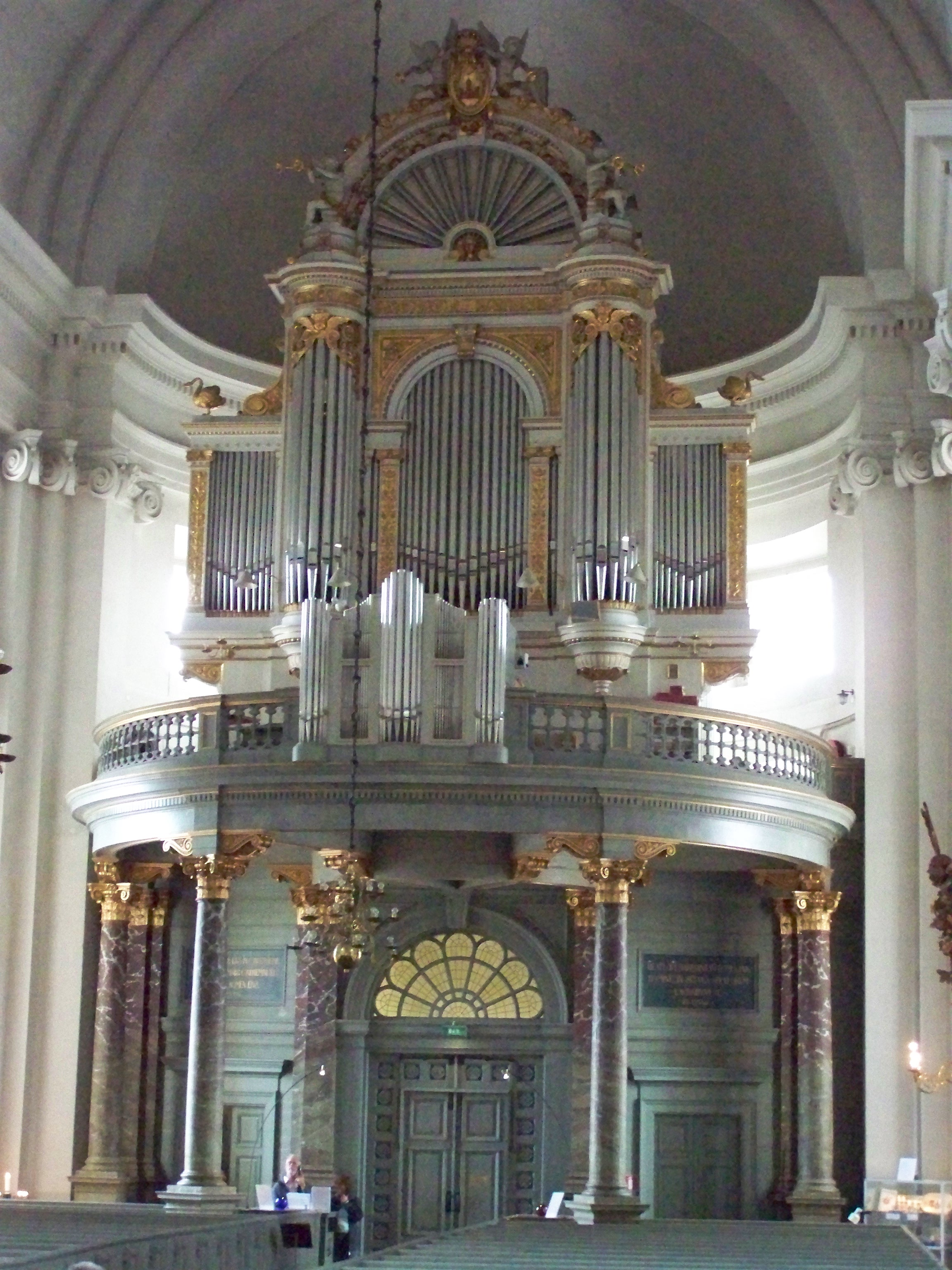
Hoofdorgel
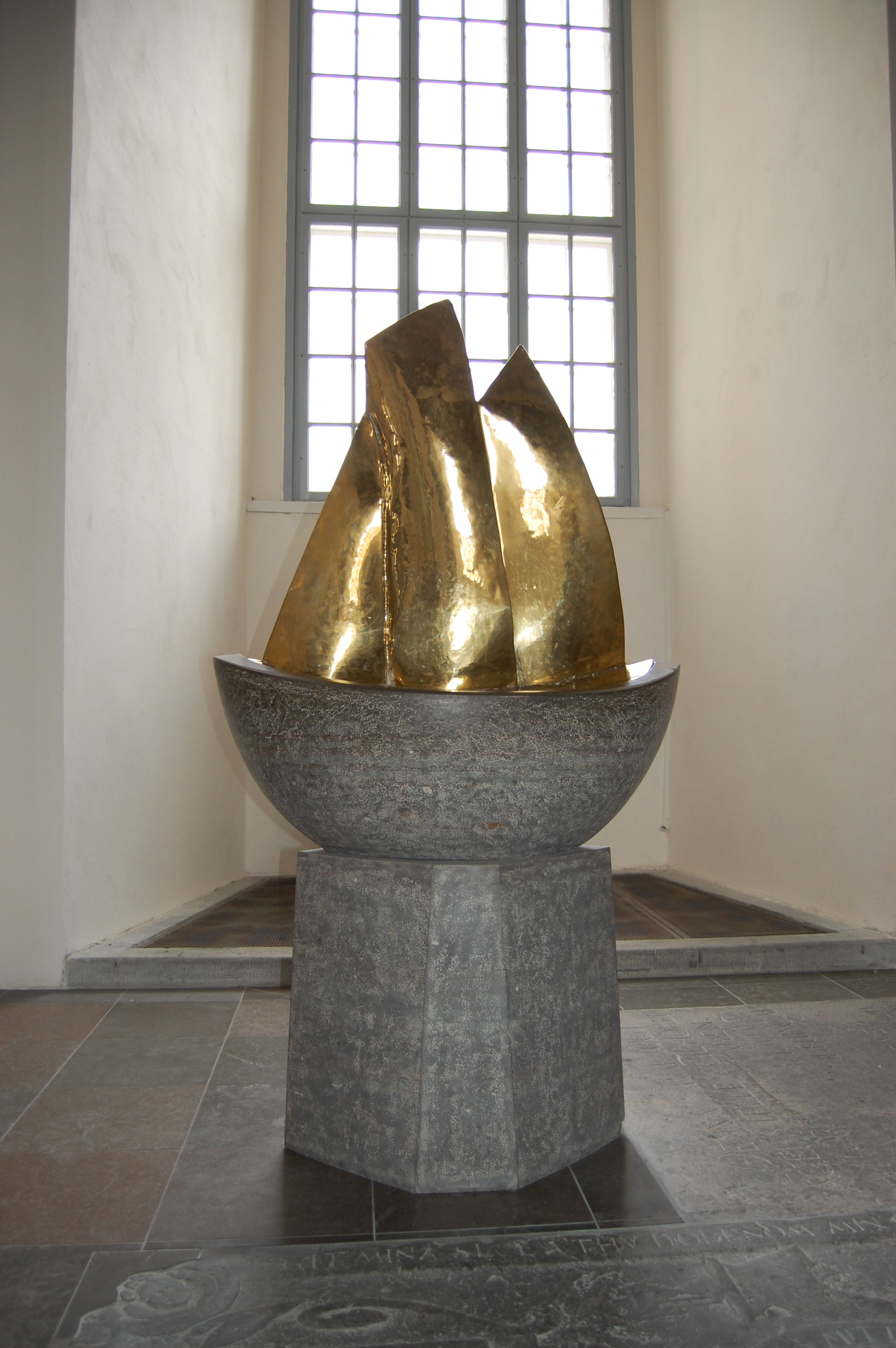
Doopvont

## Gelui
In de zuidwestelijke toren hangen drie klokken die in het begin van de 17e eeuw werden gegoten en afkomstig zijn uit de oude kerk.